# Graphania atavistis
Graphania atavistis là một loài bướm đêm trong họ Noctuidae.